# Калгун (округ, Алабама)
Шаблон:StateAbbr_ 33°46′10″ пн. ш. 85°49′15″ зх. д. / 33.769444444444° пн. ш. 85.820833333333° зх. д.
Калгун (англ. Calhoun County) — округ (графство) у штаті Алабама США. Ідентифікатор округу 01015. Окружний центр — місто Анністон.

## Історія
Округ утворений 1832 року.

## Демографія
За даними перепису 2000 року
загальне населення округу становило 112249 осіб, зокрема міського населення було 77476, а сільського — 34773.
Серед них чоловіків — 53702, а жінок — 58547. В окрузі було 45307 господарств, 31300 родин, які мешкали в 51322 будинках.
Середній розмір родини становив 2,94.
Віковий розподіл населення поданий у таблиці:
| Стать    | До 15 років | 15-21 | 22-29 | 30-39 | 40-49 | 50-65 | 65-85 | Понад 85 |
| -------- | ----------- | ----- | ----- | ----- | ----- | ----- | ----- | -------- |
| Чоловіки | 11061       | 5883  | 5844  | 7613  | 8237  | 8966  | 5656  | 442      |
| Жінки    | 10744       | 5773  | 5908  | 7866  | 8766  | 9716  | 8570  | 1204     |

За даними перепису населення 2010 року населення округу становило 118 572 особи. Приріст населення за 10 років склав 6 %.

## Суміжні округи
- Черокі — північний схід
- Клеберн — схід
- Талладіга — південь
- Сент-Клер — захід
- Етова — північний захід

## Виноски
1. ↑  U.S. Decennial Census. United States Census Bureau. Архів оригіналу за 26 квітня 2015. Процитовано 22 серпня 2015.
2. ↑  Historical Census Browser. University of Virginia Library. Архів оригіналу за 12 грудня 2009. Процитовано 22 серпня 2015.
3. ↑  Forstall, Richard L., ред. (24 березня 1995). Population of Counties by Decennial Census: 1900 to 1990. United States Census Bureau. Архів оригіналу за 24 вересня 2015. Процитовано 22 серпня 2015.
4. ↑  Census 2000 PHC-T-4. Ranking Tables for Counties: 1990 and 2000 (PDF). United States Census Bureau. 2 квітня 2001. Архів оригіналу (PDF) за 18 грудня 2014. Процитовано 22 серпня 2015.
5. ↑  State & County QuickFacts. United States Census Bureau. Архів оригіналу за 9 серпня 2014. Процитовано 15 травня 2014.(англ.) Наведено за англійською вікіпедією.
6. ↑  American FactFinder. Бюро перепису населення США. Архів оригіналу за 29 липня 2011. Процитовано 31 січня 2008.
7. ↑  Калгун на сайті «Open-Public-Records». Архів оригіналу за 15 квітня 2012. Процитовано 17 квітня 2012. Калгун на сайті «Open-Public-Records» (англ.)

| США | Це незавершена стаття з географії США. Ви можете допомогти проєкту, виправивши або дописавши її. |